# Arquitectura de Costa Rica
La arquitectura de Costa Rica es aquella que se ha producido en este país. La misma se construye desde una perspectiva sincrónica, a partir de sus particularidades bioclimáticas regionales, y desde el eje diacrónico por las influencias propias de un puente ístmico que une dos masas continentales de gran fuerza cultural y geopolítica, por lo que resulta un sincretismo entre lo ancestral, la enorme biodiversidad y la novedad de estilos arquitectónicos de moda o materiales y tecnologías exóticas.
Su identidad tiene ancladas las raíces en las tipologías de urbanización ancestral como en la ingeniería de Guayabo, la cultura simbólica del Valle del Diquís y sus esferas de piedra o el misticismo cósmico de los ranchos habitacionales y ceremoniales de Baja Talamanca, que devinieron en una síntesis que oscila entre la importancia bioclimática, los estilos de moda y la creatividad local.

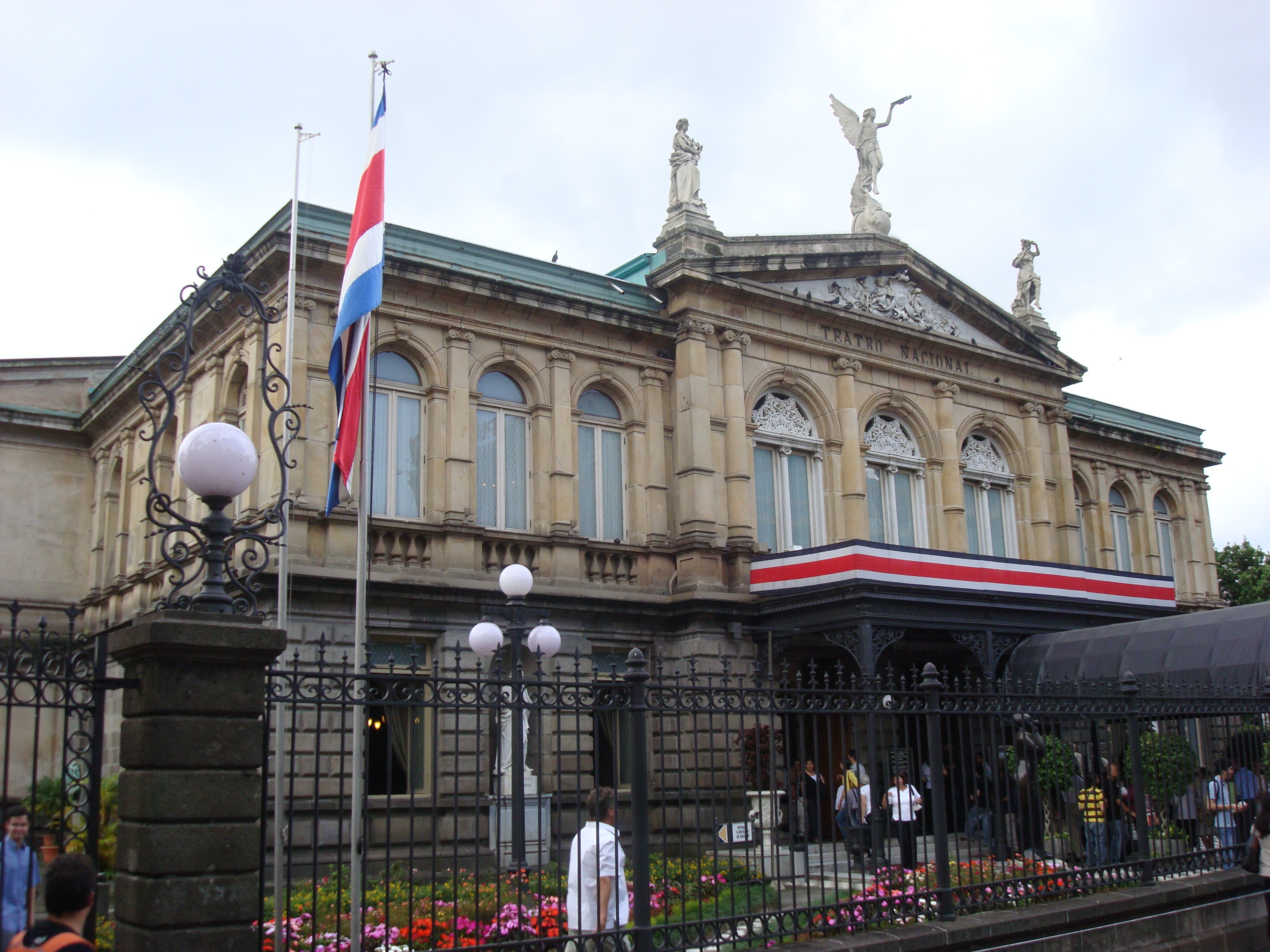
Teatro Nacional de Costa Rica, joya arquitectónica del país.

## Etapas y regiones
Aunque los procesos no son continuos, el desarrollo de la arquitectura en Costa Rica se divide en: periodo antiguo de 10.000 a 2.000 a. C., periodo de cacicazgos del 2.000 a. C. a 1.560 d. C., periodo colonial español de 1.560 a 1.848, periodo republicano de 1.848 a 1.920, siglo XX (1.920 a 1980) y periodo contemporáneo.
Por sus influencias bioclimáticas el país se divide en Valle Central, región norte (llanuras de San Carlos, Río Frío, Sarapiquí y Santa Clara)caracterizadas como calientes y húmedas, región Caribe (Limón, Tortuguero, Baja Talamanca, Guápiles, Siquirres y Matina) de clima típico caribeño, región Pacífico norte (Guanacaste, Puntarenas, Esparza, Orotina, Garabito y Quepos) caliente y seco, y región Pacífico sur (Valles del General, Diquís, Coto Brus, Coto Colorado y Península de Osa) de clima que oscila entre caliente muy húmedo a moderado al interior.
El sector predominante es la región central, consistente en una fosa tectónica llamada popularmente Valle Central (por estar rodeada de montañas), con una altura media de 1.200m sobre nivel del mar, temperatura modal de 24 grados Celsius, humedad ambiental media de 60% y régimen pluvial entre 1.500 y 3.000 milímetros anuales y que aglutina el 62% de la población en un 16,7% (8.528.400 km² ) del territorio nacional donde se concentran las ciudades de mayor tamaño, comercio y servicios administrativos: su capital San José, Alajuela, Heredia, Cartago y otras emergentes como San Ramón, Palmares, Grecia, Barva, San Rafael, Santa Bárbara, Santo Domingo, Tibás, Moravia, San Isidro, Desamparados, Alajuelita, San Pedro, Curridabat, Tres Ríos, Paraíso y otros.

## Periodo antiguo (10.000 a.C. - 2.000 a.C.)

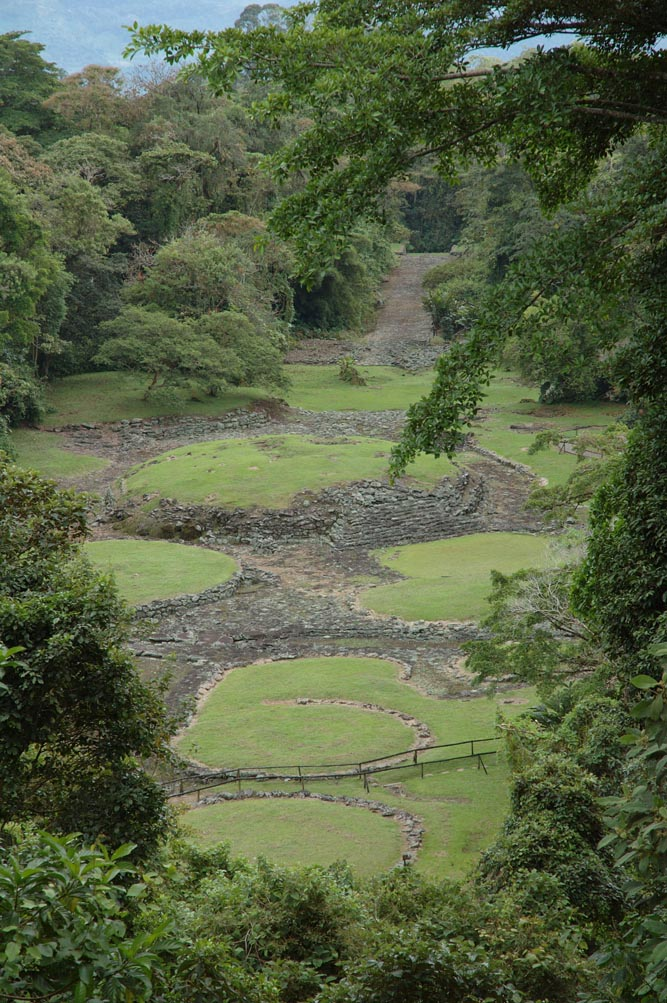
Panorámica del área central del asentamiento urbano de Guayabo en 2009, declarado Patrimonio Mundial de la Ingeniería.

Conforme se avanza en hallazgos arqueológicos, este periodo pareciera extenderse hasta los 20.000 o 30.000 años a. C. como en el resto de Mesoamérica, con grupos humanos que compartían las características socioculturales de los otros grupos étnicos que vivían en Costa Rica, Panamá y el sureste de Nicaragua. Esta zona, formaba parte de un área mayor denominada «de tradición chibchoide», que se extiende hasta la sierra de Santa Marta, en el noreste de Colombia. Los grupos étnicos de esta zona compartían las raíces de la lengua chibcha y, si bien presentaban rasgos culturales mesoamericanos, desarrollaron sus propios rasgos culturales. 
Aunque la mayoría de los grupos parecen ser de vocación nómada, van apareciendo vestigios de asentamientos con edificaciones para grupos de hasta 400 personas, de base circular y rectangular según la corriente migratoria y cerramientos de madera rolliza, arcilla, fibras naturales y palma, una bioconstrucción adecuada pero que deja pocos rastros.

## Periodo de cacicazgos (2.000 a.C. - 1.560 d.C.)
Durante esta época se empezaron a desarrollar redes de comercio a larga distancia. Las regiones del Caribe y el Pacífico Sur se insertaron al circuito comercial de Panamá, Colombia y Ecuador, mientras que la zona del Pacífico Norte se conectó con el circuito de México y el resto de Centroamérica. El Valle Central se relacionaba con ambos circuitos.
En la región arqueológica del Gran Chiriquí, específicamente en la confluencia de los ríos Sierpe y Térraba, en la zona conocida como Diquís (Pacífico Sur), se encuentran vestigios de asentamientos y objetos de manufactura especializada: esferas de piedra monumentales agrupadas en geometrías asociadas a fenómenos astronómicos y/o de orientación, que denotan avanzados conocimientos matemáticos, climáticos y tecnológicos, así como una complejidad social y económica para administrar grandes asentamientos urbanos.
Los arqueólogos insisten en que las “bolas de piedra” fueron símbolos de identidad y/o de autoridad, situación que se ha mantenido por milenios, ya que en la actualidad todavía flanquean instituciones públicas, comercios y residencias, continúan presentes en el imaginario colectivo asociadas a la pintura, literatura y escultura. Destaca el interés plástico de los arquitectos-escultores Jorge Jiménez Deredia e Ibo Bonillaasí como el interés teórico - conceptual de la arquitecta Melissa Rudin.
Los pueblos autóctonos crearon asentamientos como el área arqueológica de Guayabo, con un área de más de 250 hectáreas, montículos, espacios para uso ceremonial, doméstico y funerario, plazas, acueducto y calzadas de cientos de kilómetros conectando las principales rutas de comercio, vestigios de una civilización que se cree floreció entre los años 1.500 a. C. al 1400 d. C. El tipo de vivienda que utilizaban era el “rancho” (habitación rectangular o redonda, sin paredes, o con paredes construidas de cañas que dejaban pasar el aire y techo de dos aguas, que no llega al suelo, cubierto con hojas de palmera y culmina en la cúspide con una vasija de barro para evitar goteras) cuyo interior contaba con hamacas para socializar y dormir.
El complejo fue declarado monumento nacional para su protección oficial y dada su importancia de desarrollo tecnológico, pasó a ser desde el año 2009, Patrimonio Mundial de la Ingeniería según la Sociedad Americana de Ingeniería Civil (American Society of Civil Engineers, ASCE.)
En la Región Norte (actual provincia de Guanacaste), los chorotegas y nicaraos construían sus viviendas rectangulares con vigas, paja y piso de tierra. Las casas de los señores principales, llamadas por los conquistadores templos o palacios, eran más grandes y estaban ubicadas en la plaza principal o calle real.
Los españoles les llamaron palenques a los conjuntos de habitaciones fortificadas de los pueblos Quepoa, Coctú, Boruca y Torucaca, ubicados en el Pacífico Sur. Los describieron como fuertes defensivos, rodeados de empalizadas y con puertas a manera
de puentes levadizos. En general estos núcleos se localizaban en sitios estratégicos, cerca de afluentes de agua y terrenos de labranza.
El conquistador español Vázquez de Coronado describió las casas y el pueblo de Coctú de la siguiente manera: 

“Tiene ochenta y cuatro casas puestas por buen orden: al principio de cada punto una casa y luego dos en triángulo, y sucesivamente va ciertas órdenes de a tres y luego cuatro en cuadra, asentadas cada casa de una de otra cuatro pies, antes menos que más y con gran compás; y entre cuatro casa se hace una placeta, a la cual va por callejones hechos a mano, porque las casa están altas del suelo como media vara de medir; En cada casa destas viven veyte y cinco vezinos con sus mujeres e hijos, y en algunas más y menos como tienen la familia. Caben en cada casa cuatrocientos hombres. […] Son redondas y las vigas que tienen de gordor de dos bracas; son de paja muy bien puestas y muy altas, y el remate de arriba a manera de chapitel.”

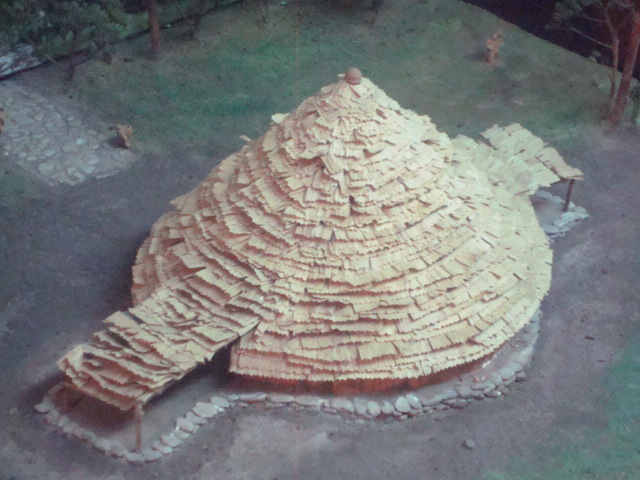
Diorama que representa un palenque de los pueblos autóctonos del Valle Central y la región Atlántica de Costa Rica.
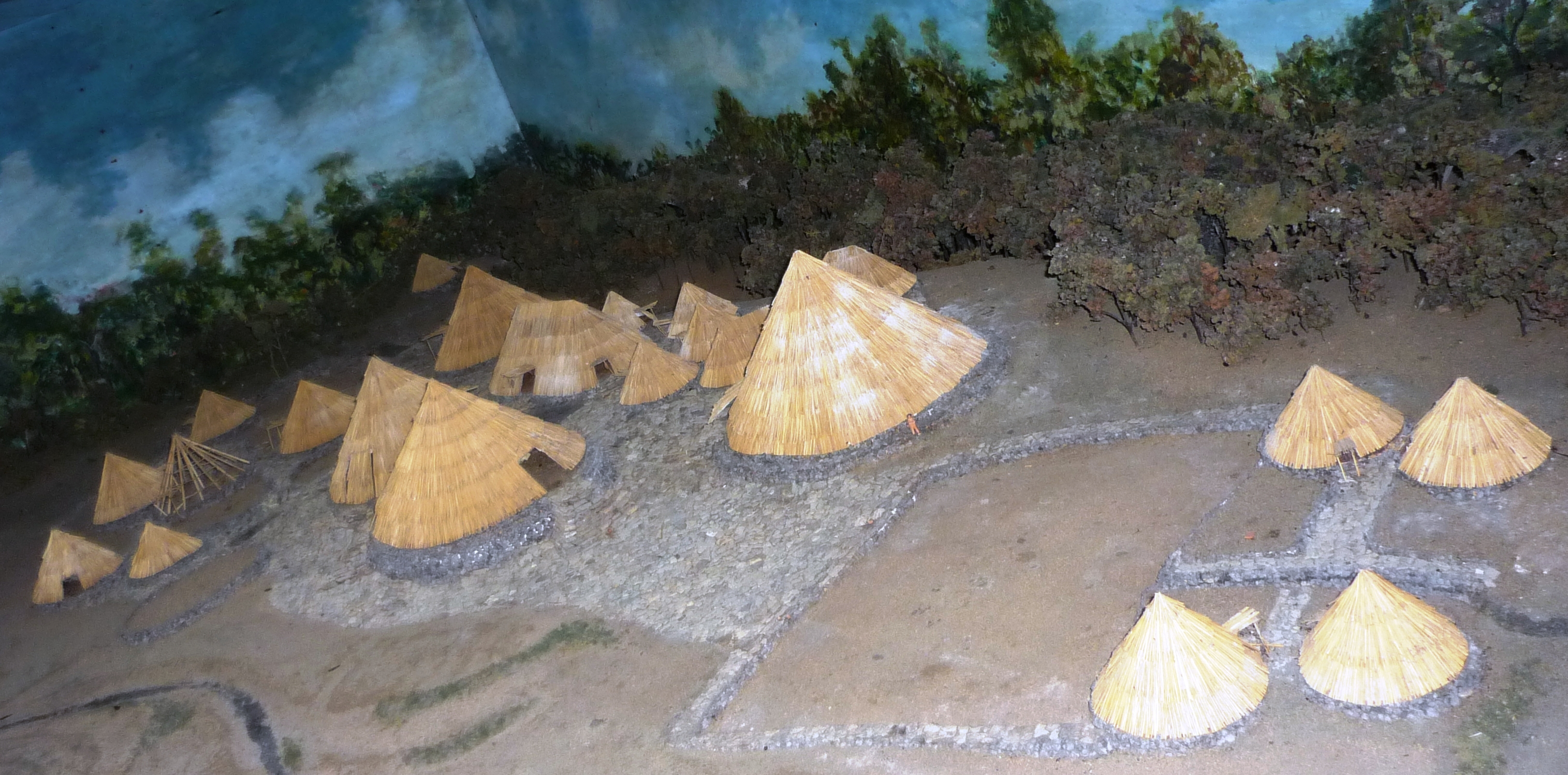
Maqueta de una interpretación de una parte del asentamiento urbano en Monumento Nacional Guayabo, declarado Patrimonio Mundial de la Ingeniería.
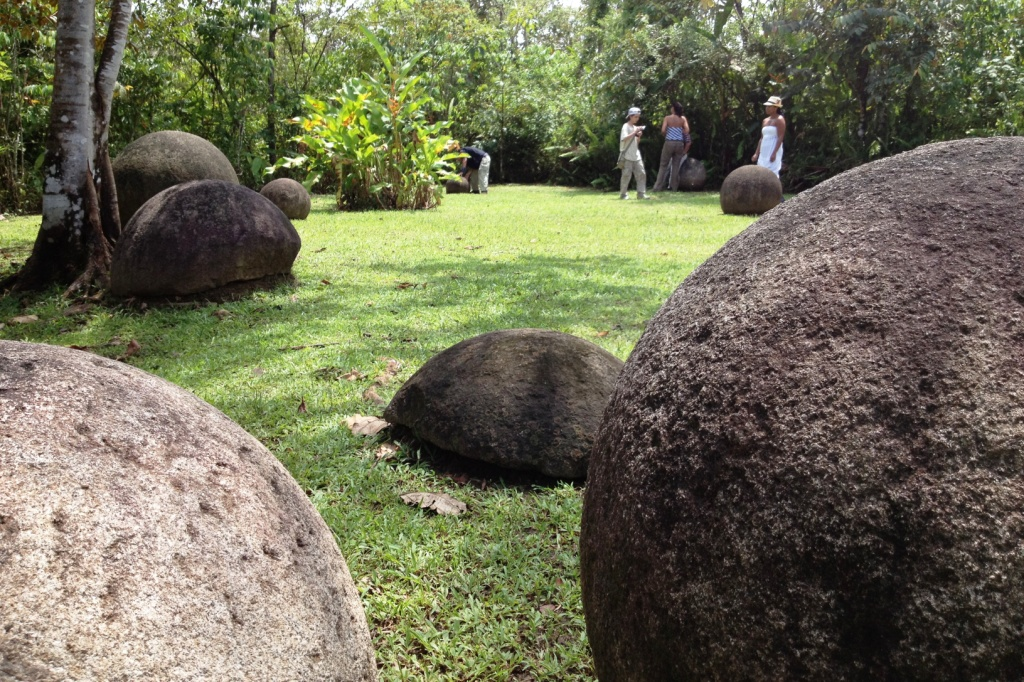
Parte de las esferas de piedra retornadas a Osa, expuestas en el Parque de las Esferas a cargo del Museo Nacional.

En la región del Caribe predominaba la vivienda circular con techo cónico (U Suré). Investigaciones recientes acerca de este tipo de vivienda (en especial en la baja Talamanca) ponen de manifiesto una amplia red de relaciones simbólicas, místicas y de convivencia, tanto en la escogencia de los materiales como en la construcción de las viviendas. Cada uno de los pasos refleja la cosmovisión indígena.

## Periodo colonial español (1.560 - 1.848)

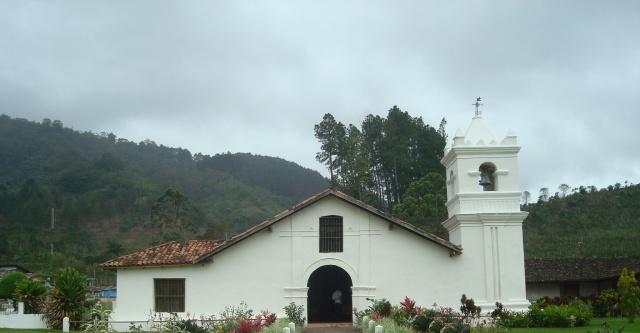
Iglesia de Orosi. Construida en 1743 por frailes franciscanos, está fabricada en gruesas paredes de adobe, posee una línea arquitectónica sencilla que le da un aspecto humilde y a la vez sobrio.

A principios del siglo xvi, justo antes de la llegada de los españoles, la población del territorio actual de Costa Rica alcanzaba las 400.000 personas, la mayoría de ellas concentradas en el Pacífico Norte y en el Valle Central pero en 1611 esa población ya se había reducido a solo un poco más de 10.000 personas, un descenso de más del 90% en 42 años.
En 1523, Carlos V promulgó una serie de ordenanzas, las cuales determinaban que, siempre que se fundaran ciudades lejos de las costas, se repartieran “ plazas, calles y solares a cordel y regla, comenzando desde la plaza mayor y sacando de ella las calles a las puertas y caminos principales”.
En 1564 se fundó y trazó la ciudad de Cartago en el valle del Guarco, en el lugar donde confluyen los ríos Purires y Coris . En 1575 fue trasladada al sitio donde se emplaza actualmente Junto a las dos únicas ciudades españolas que sobrevivieron durante gran parte del período colonial (Cartago y Esparza), estaban también los pueblos de indios Barva, Aserrí, Curridabat, Ujarrás, Pacaca, San Bernardino de Quepo y Nicoya.
La arquitectura eclesiástica de los siglos XVI y XVII era muy sencilla y estaba representada por los cuatro templos que tuvo Cartago en ese tiempo: la parroquia de Santiago Apóstol, la iglesia de San Nicolás Tolentino, el templo y convento de San
Francisco y la iglesia la Soledad, la cual cumplía también funciones de beneficencia. De la misma época son el convento franciscano de Esparza y los templos de doctrina ubicados en el Valle Central y en la península de Nicoya.
En un principio la estructura de los templos era de madera y paja. Después era de paredes de adobe y techo de teja y de una sola nave –con pies derechos cuando el ancho de la iglesia exigía ese apoyo–. Una espadaña o un sencillo campanario albergaba las campanas. 
El templo de Ujarrás en ese momento habitado por ladinos fue construido con paredes de calicanto, tres naves, presbiterio con sacristía, oficina para el doctrinero y claustro adyacente.
En el pueblo de Orosi –repoblado a mediados del siglo XVIII con indios del pueblo de San José Cabécar, de Talamanca–, los padres franciscanos reconstruyeron el templo doctrinal (el cual se conserva hoy en día) siguiendo la tradición colonial: de adobe, con una sola nave levantada sobre horcones de guachipelín, artesonado sencillo de corte mudéjar, capilla lateral, claustro y hermosos aunque humildes altares barrocos. La fachada principal, de mampostería, presenta la sencillez de los templos coloniales costarricenses. El decorado de la torre del campanario es representativo del barroco centroamericano: un listón, ornado con balaustrada en relieve plano, adorna la sección superior.
Al oeste del Valle Central surgieron varios asentamientos: Heredia (1706), San José (1737), Alajuela (1782) y Escazú (1793). Y en la segunda mitad del siglo XVIII (también de manera espontánea) se incorporan nuevos núcleos urbanos fuera del Valle Central. Tal fue el caso de Cañas y Bagaces, que se encontraban dentro de las redes del comercio colonial con el norte.
Las casas de habitación de los vecinos principales constaban de un solar de un cuarto de manzana. Eran edificadas haciendo esquina, con sus horcones de cedro y corredores de caedizo, patio enclaustrado, cuadras de ordeño, tiendas y trastiendas, cocina ubicada lejos del cuerpo principal de la casa, otras dependencias y portón de entrada para carretas y bestias. Estas estructuras habitacionales contrastaban fuertemente con los ranchos de paja de los vecinos del común.
La casa del cabildo de Cartago –la construcción civil más importante de la época estuvo ubicada desde un principio al costado norte de la plaza mayor (tradición que se siguió en las ciudades que se fundaron posteriormente). Sin embargo, era una construcción de adobe y tejas deficiente. No fue sino hasta mediados de 1751 cuando se construyó un edificio de adobes y techo de tejas, con ofi cinas para el ayuntamiento, la contaduría, sala de armas, una oficina para el gobernador y la cárcel.
La fachada templo de la parroquia de la Concepción de Heredia adquirió ese estilo. Su construcción se inició en 1797. A mediados del siglo XIX se remodeló y adelantó su fachada sobre el altozano, debido a que un terremoto dañó la original. Y en la década de 1870 se remodeló su interior, para darle un aspecto de estilo neoclásico, aspecto que aún hoy se conserva.
El tercer templo de la villa de San José (la primera ermita estuvo en otro sitio) fue intervenido en 1810 por Pedro Castellón, maestro de obras de León, Nicaragua quien le remodeló la fachada y le incorporó dos torres para darle el aspecto de parroquia. No obstante, varios temblores en 1821 y un terremoto en 1822 la dañaron.

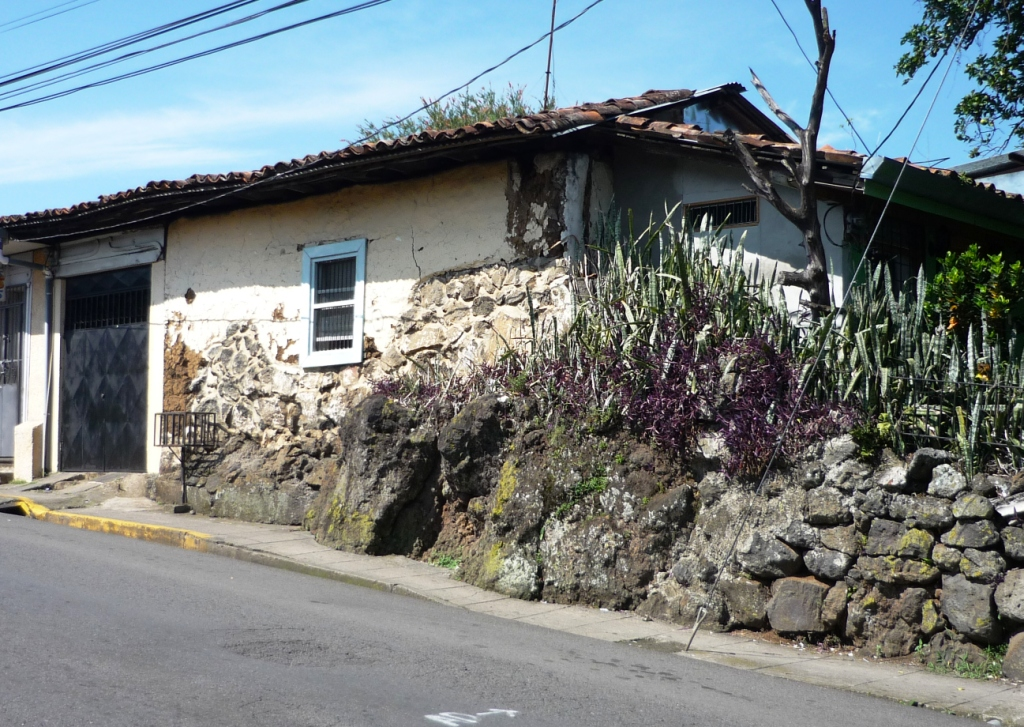
Casa en Barva de Heredia de 1650, ejemplo de sincretismo local en adobe, piedra volcánica y teja.
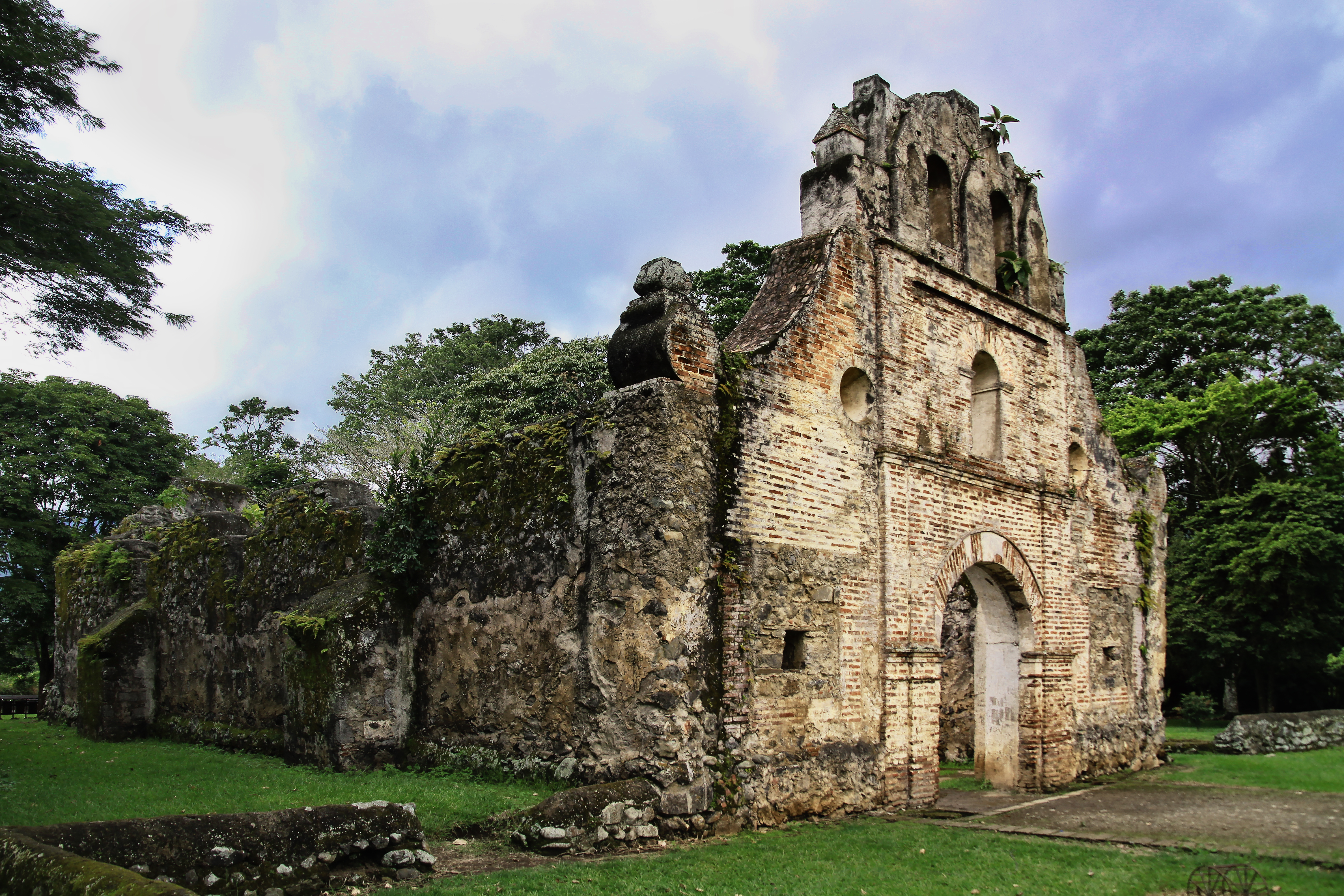
Ruinas de la Iglesia de la Inmaculada Concepción de Ujarrás. Edificada por los españoles entre 1686 y 1693, en mampostería de cal y piedra (calicanto).
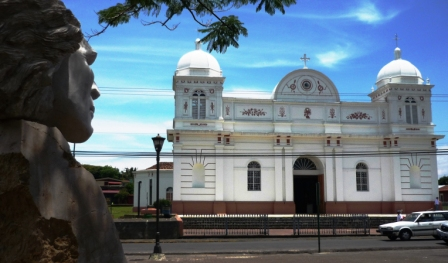
Barva de Heredia, escultura del cacique Barvak y Parroquia San Bartolomé Apóstol reconstruida en 1888.
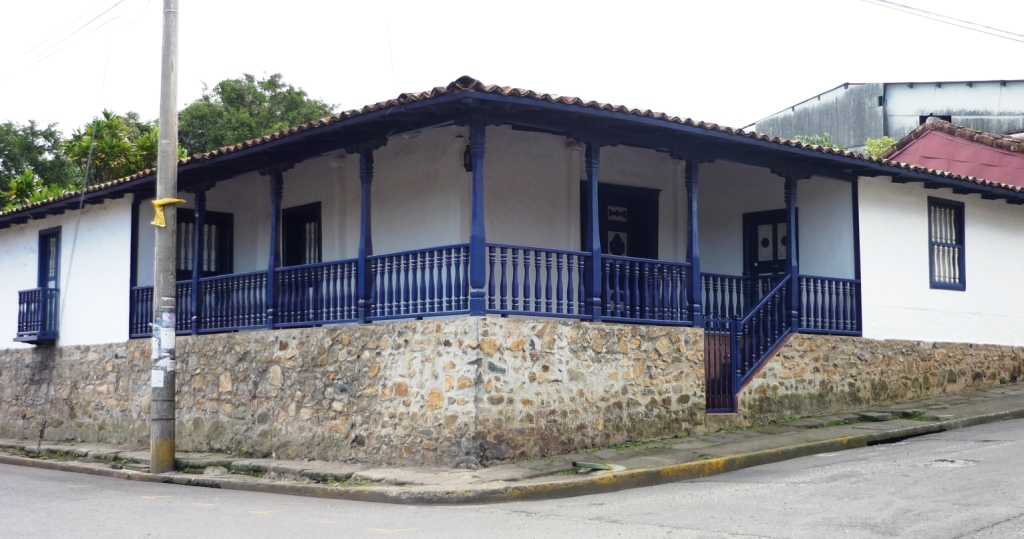
Casa colonial típica en Escazú, San José. Esquinera, con corredores, patio central y zócalo de piedra.

En sus inicios, la Villa Nueva de la Boca del Monte (denominada hoy San José) estaba constituida por unos cuantos ranchos de paja, los cuales rápidamente dieron lugar a estructuras de adobes, bahareque y calicanto. Esta Villa se situó en algún lugar, como su nombre lo indica en "la boca del monte" entre la antigua Garcimuñoz (Desamparados) y el actual centro de San José. Cuando se construyó la acequia que dio agua al "Monte" entonces se permitió la colonización de la actual San José en 1756. Más tarde, gracias al influjo del comercio, el espacio se vio invadido por propuestas arquitectónicas que ya no solo satisfacían al habitante de la ciudad, sino también a la administración colonial. Este fue el caso de la construcción de la Factoría de Tabacos que, con el aval de la capital del Reino de Guatemala, se emplazó desde 1782 en el espacio que actualmente ocupa el Banco Central de Costa Rica, y que fue, hasta principios del siglo XIX, el único edificio civil que rompía con la monotonía de las villas y ciudades de la provincia de Costa Rica.
En el último período colonial (a partir de 1780), el estilo arquitectónico predominante fue el neoclásico, aunque claramente mezclado con los materiales y técnicas de herencia local. 
En resumen, la administración española de la provincia de Costa Rica no se preocupó por construir grandes edificios, ni públicos ni de otra índole.

## Periodo republicano (1.848 - 1.920)

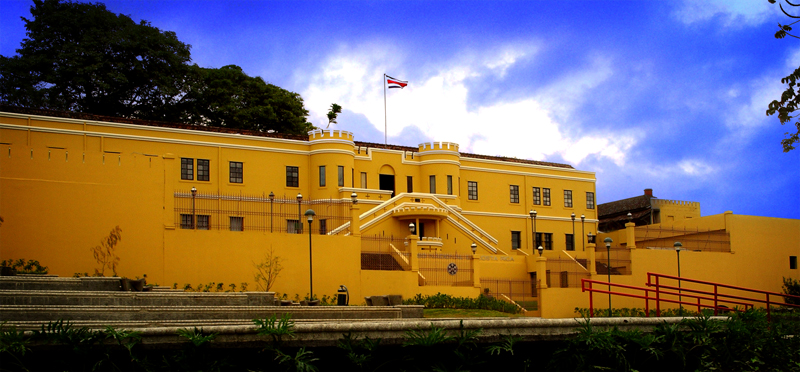
Museo Nacional de Costa Rica, antiguo Cuartel Bellavista (1917), símbolo de la erradicación del ejército en 1948, frente a Plaza de la Democracia en San José.

La vida como república se empezó a consolidar con la exportación e importación, en especial la exportación de café, cacao y banano (de hecho hasta 1840 no circuló moneda y las transacciones se hacían con granos de cacao) y cada uno tuvo un impacto específico y duradero en la arquitectura local, con la llegada de miles de inmigrantes principalmente de Europa, pero también del Caribe, China y los Estados Unidos.
El café de Costa Rica empezó a cultivarse de manera generalizada en la década de 1830, sobre todo en San José. Las primeras exportaciones fueron hacia Chile y posteriormente alcanzaron el mercado de Gran Bretaña.
En Costa Rica, el cultivo comercial del banano inició a mediados de la década de 1880. Fue desarrollado por el estadounidense Minor C. Keith, quien había obtenido un contrato con el Estado para terminar el ferrocarril que comunicaría la parte central del país con el puerto caribeño de Limón. El contrato aseguró a Keith la explotación del ferrocarril y de 800.000 acres de tierra en diversas partes del país durante 99 años.

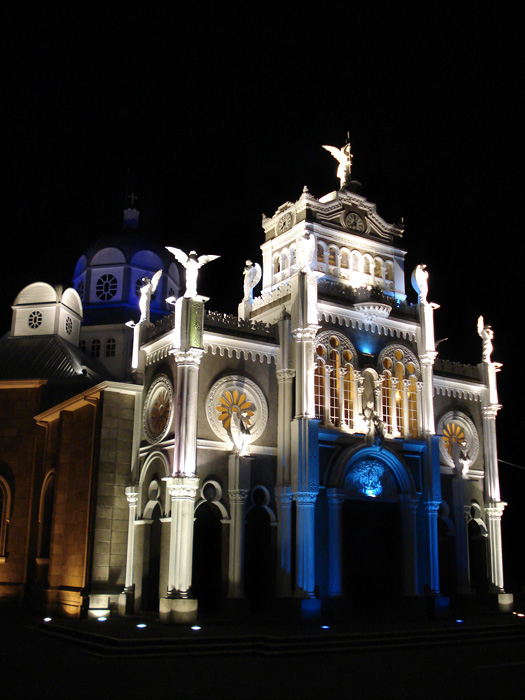
Basílica de los Ángeles en Cartago, Luis Llach, 1890. El santuario data de 1635 y es el objetivo de la mayor peregrinación anual del país por bendiciones de la "Negrita".

La construcción del ferrocarril al Atlántico atrajo una masiva cantidad de mano de obra masculina afroantillana, proveniente, en su mayoría, de la isla de Jamaica. Hasta entonces, la población indígena (bribrí y cabécar) había sido mayoritaria en la zona, incorporando una nueva variable cultural y arquitectónica. La administración de Juan Mora Porras intentó controlar la obra pública, acción que se consolidó con la creación de la Secretaría de Obras Públicas en 1860. Al lograr un poder ejecutivo fuerte, la hacienda pública pudo disponer de los fondos para un programa de desarrollo arquitectónico, el cual se puso como meta dotar al Estado de edificios públicos que albergaran a los poderes de la República.
Con el Teatro Mora ubicado en el centro de la capital pretendió brindar a la elite un espacio cultural, apropiado para quienes evocaban constantemente sus vínculos con Europa. Sin embargo los anuncios de la época indican que la entrada para los "descalzos" era sin paga.
Otros edificios que cabe mencionar es el Palacio Nacional, construido entre 1851 y 1856 por Francisco Kurtze. En su propuesta neoclásica, el palacio pretendía representar un Estado fuerte y centralizado como símbolo de la naciente República y el Palacio Presidencial, construido entre 1866 y 1869 por el ingeniero mexicano Ángel Miguel Velásquez. 
El Estado desarrolló una serie de «tipologías» arquitectónicas: cuarteles, cárceles, hospitales e instituciones de beneficencia y colegios de educación secundaria. El siglo XIX fue un siglo de urbanismo y de control social, y la arquitectura respondió a esos parámetros. La visión de mundo de las élites liberales dirigentes comulgaba con cánones arquitectónicos que habían adoptado en Francia, Inglaterra, Bélgica e Italia.

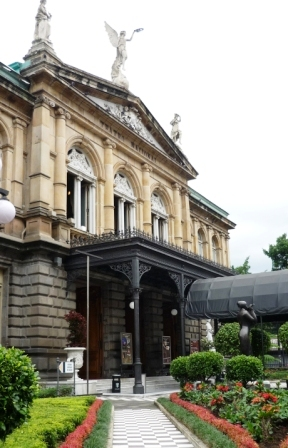
Teatro Nacional de Costa Rica, San José, Guillermo Reitz, Ángel Miguel Velásquez, Nicolás Chavarría, Luis Matamoros, 1897.

Todavía se conservan varios edificios representativos de las obras: el cuartel de Alajuela, fuerte militar ubicado en el centro de la ciudad, edificio de mampostería de piedra y ladrillo construido entre 1875 y 1879 bajo la dirección y diseño del arquitecto francés Gustavo Casalini; el hospital San Juan de Dios de San José, iniciado en 1852 y rehabilitado en la década de 1880 y el asilo Chapuí, de diseño neogótico, construido entre 1885 y 1890. Otro ejemplo representativo es el colegio Nuestra Señora de Sion, de estilo neoclásico, construido en la década de 1880. 
Un verdadero cambio técnico se dio entre 1888 y 1910. El Estado liberal tomó medidas tendientes a fiscalizar la construcción y a permitir el concurso de la empresa privada en la edificación de las obras públicas. A inicios de la década de 1890, la Dirección de Obras Públicas reforzó los departamentos de supervisión y asistencia técnica con profesionales idóneos, tanto nacionales como extranjeros. El colegio Superior de Señoritas y otros centros educativos fueron construidos con este sistema. La Secretaría de Obras Públicas inició los trabajos en 1888 y en 1890 encomendó su reestructuración al empresario Federico Medcalf.
Después del devastador sismo que asoló el Valle Central en 1888, se revisaron los materiales y las técnicas de construcción vigentes en el país. El paisaje arquitectónico de la región estaba homogeneizado por el adobe, el bahareque, la mampostería de ladrillo y el calicanto. Al carecer de alma de hierro, las estructuras que se erigían con esos materiales se constituían en verdaderas trampas mortales cuando ocurrían los terremotos. Como medida de carácter preventivo se dictó una nueva normativa de construcción, según la cual se reguló la utilización de la madera, se prohibió el uso del adobe y se recomendó el uso de nuevos sistemas de construcción que utilizaran materiales más flexibles y livianos.
Tanto el templo metálico de Grecia como el Edificio Metálico o Escuelas Graduadas fueron encargados a casas industriales belgas, en 1889 y 1890 respectivamente, el primero por iniciativa del obispo Thiel y el segundo por decisión del Estado. Ambas estructuras fueron «armadas» entre 1890 y 1896, bajo la dirección de profesionales del país y con el trabajo de operarios locales. La construcción del ferrocarril al Atlántico había sido una escuela para estos operarios.
En las dos últimas décadas del siglo XIX, la sociedad ya contaba con un nuevo repertorio arquitectónico constituido por edificios cívicos y privados y por los monumentos que consagraban la épica oficial entre los que vale mencionar:
El Monumento Nacional y el Teatro Nacional (inaugurado en 1897) se suscriben dentro de cierto eclecticismo imperante cuyos autores son Guillermo Reitz, Ángel Miguel Velásquez, Nicolás Chavarría y Luis Matamoros y el escultor francés Louis-Robert Carrier-Belleuse.
También el Edificio Metálico o Escuelas Graduadas, San José, avenida 5ª, parque España, por Charles Thirion (1890-1895) y la Estación del Ferrocarril al Atlántico, San José, avenida de las Damas, por Jaime Carranza, 1908. En 1907, el italiano Francesco Tenca construyó el Edificio Steinvorth, ejemplo de la arquitectura modernista en Costa Rica, con decoraciones estilo art nouveau.
A finales de siglo XIX se introduce al país el estilo victoriano (característico de la época de la reina Victoria en Inglaterra), para la construcción de viviendas de la burguesía cafetalera y de algunas escuelas y edificios, muy visibles en el Barrio Amón de San José.
El prototipo de hacienda guanacasteca se caracterizó por tener como casa principal era una estructura de madera sin pintar o bahareque con techo de teja de barro. Algunas de ellas montadas sobre basas de piedra, otras sobre horcones, piso de madera en forma de L, ventanas y puertas de madera. La cocina era una estructura separada ubicada en uno de los costados de la casa.

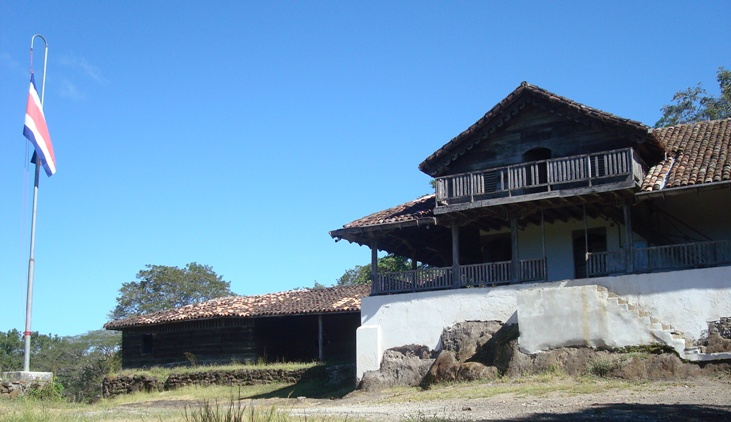
Casa de la Hacienda Santa Rosa, Guanacaste. Escenario de batallas en la Campaña Nacional de 1856-1857.
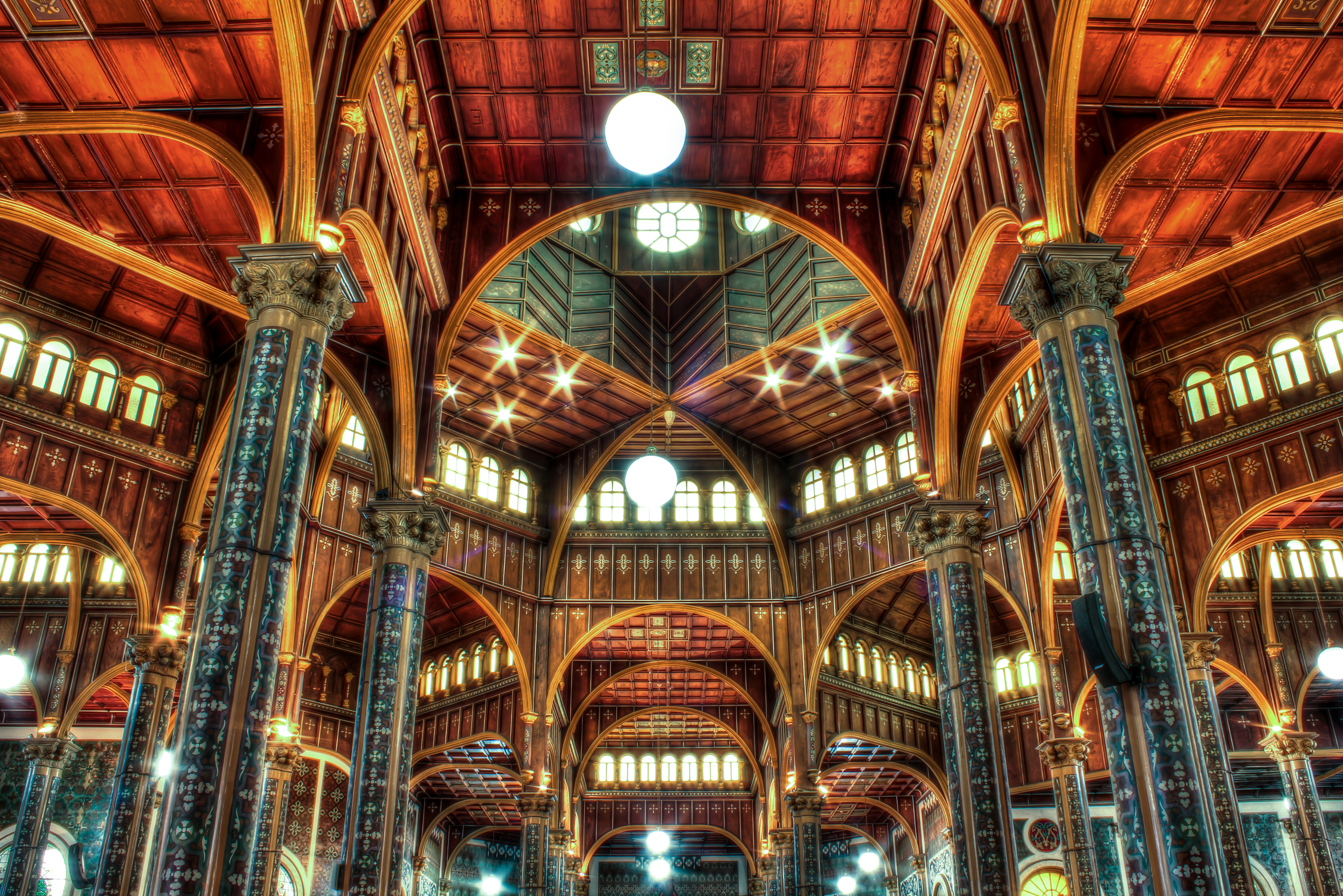
Vista interior de la Basílica de los Ángeles, Cartago, Luis Llach, 1890. Muestra del uso de materiales y artesanía locales en un eclecticismo bizantino.
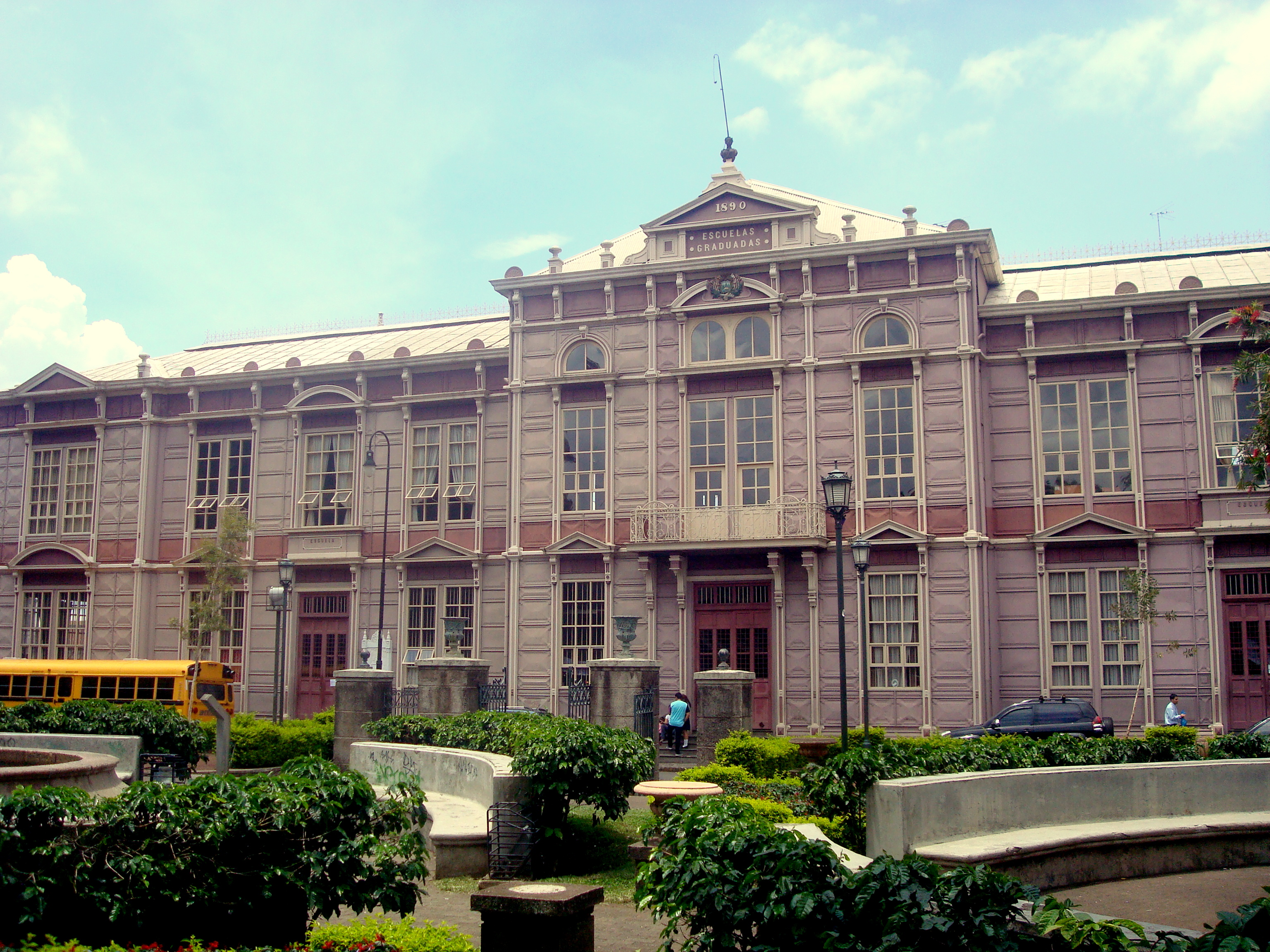
Edificio Metálico. Construido en 1889 en hierro sólido e inspirado en el diseño del arquitecto francés Gustave Eiffel, es patrimonio de la educación costarricense.
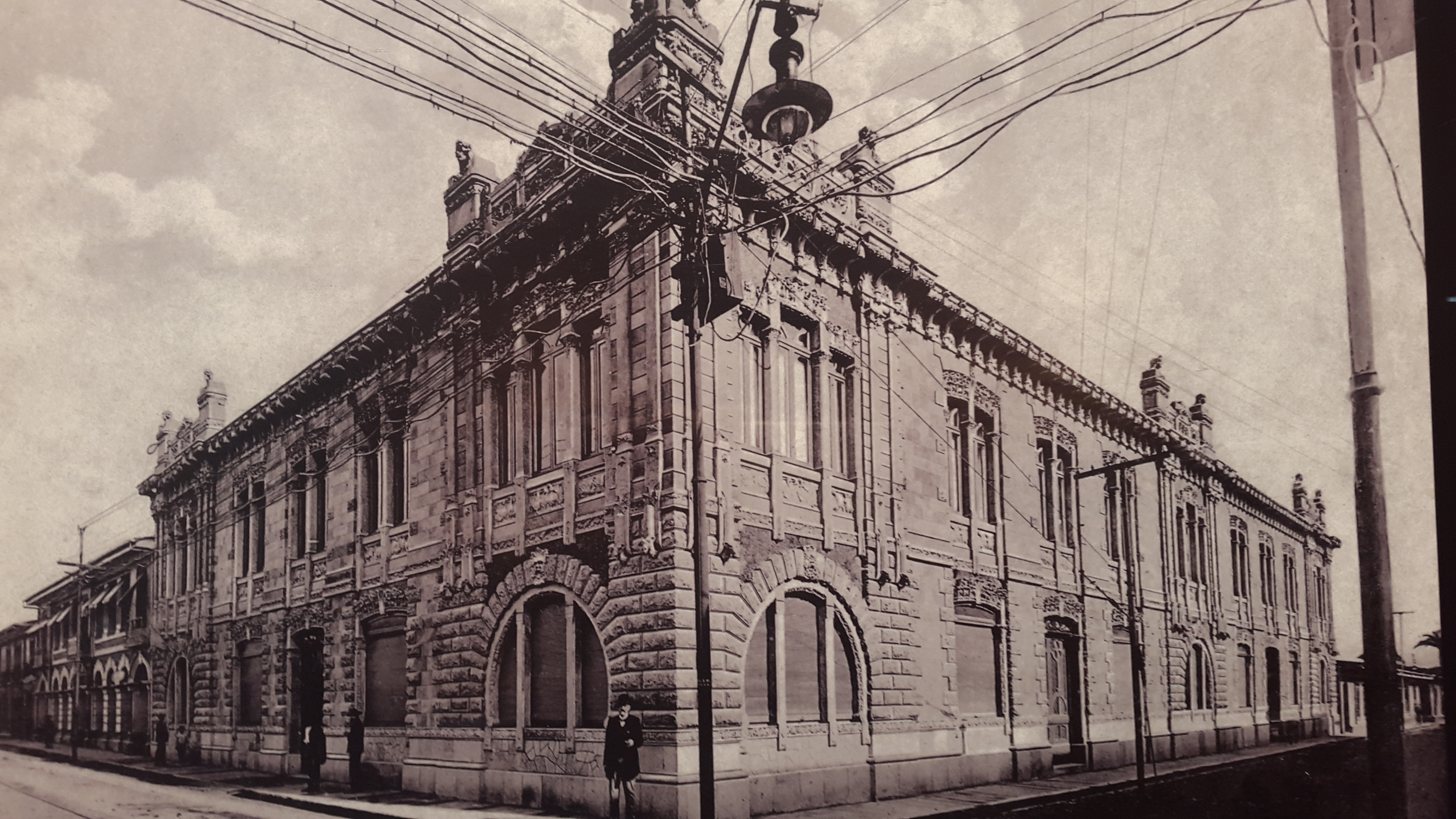
El Edificio Steinvorth en 1908. Edificado por Francesco Tenca, es fiel representante de la arquitectura modernista.
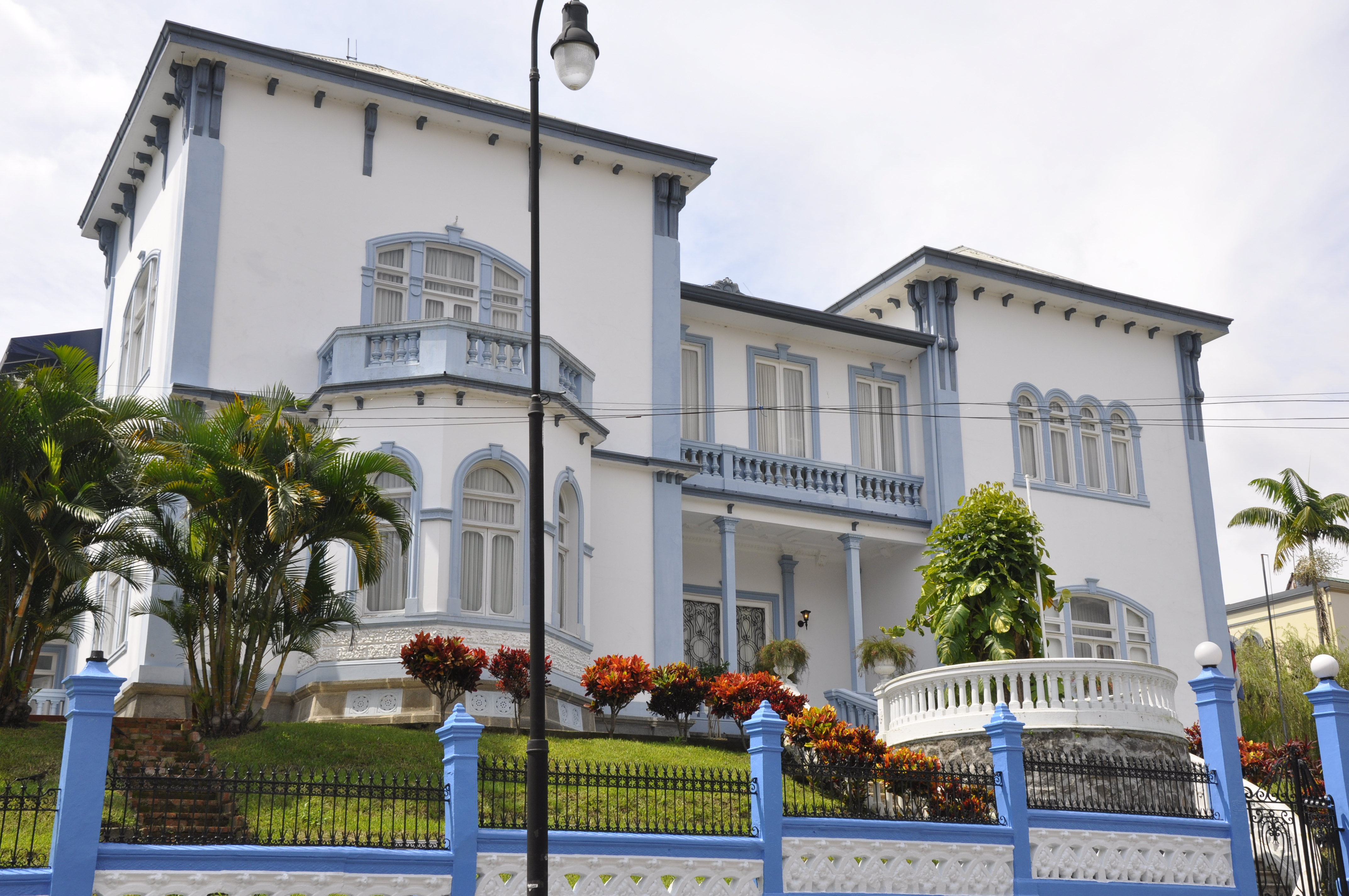
Castillo Azul, 1911. Estilo neocolonial y mediterráneo, obra de Alfredo Andreoli Ceré.
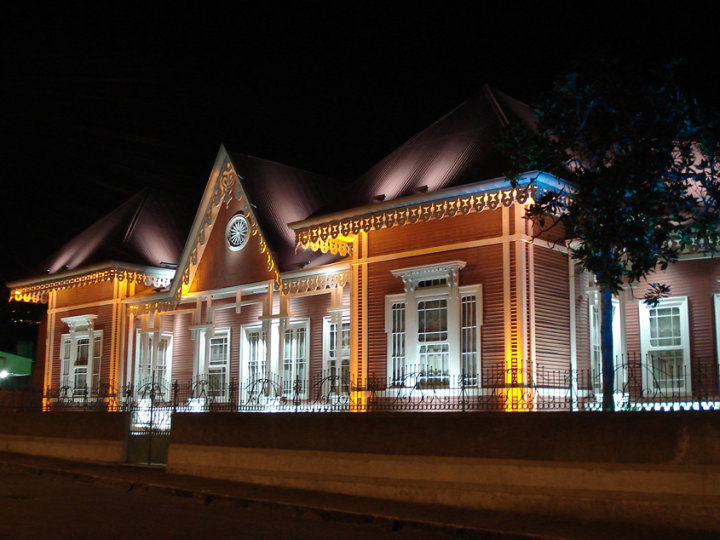
Casa de la familia Jiménez Sancho (1911) en Cartago. Ejemplo del estilo victoriano de finales del siglo xix y principios del siglo xx.
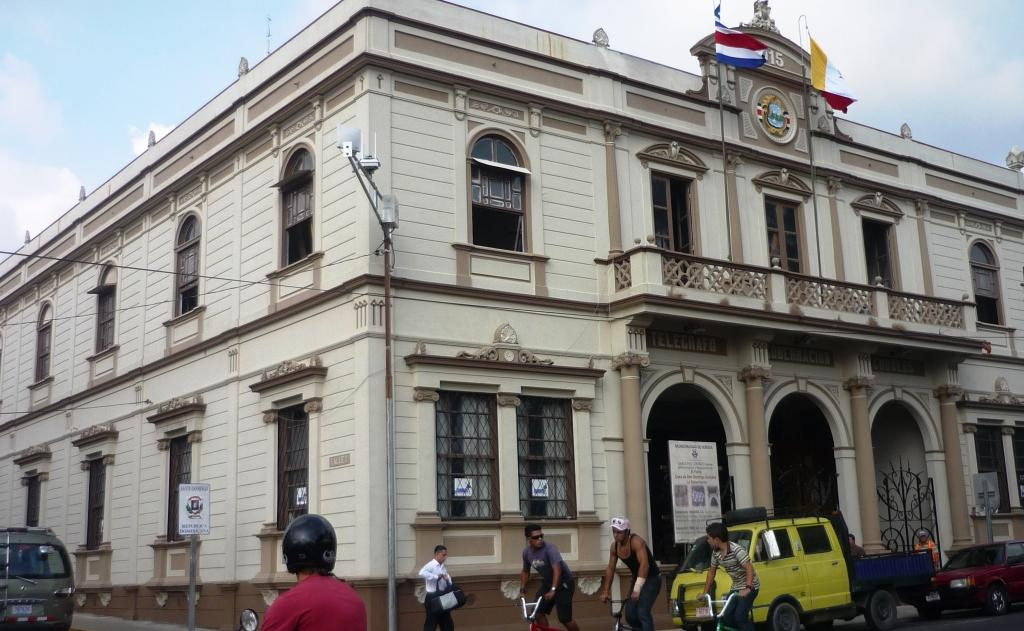
Edificio de Gobernación y Correos de Heredia, Wenceslao de la Guardia, 1914. De influencia neoclásica. Restaurada en el 2009 por Ibo Bonilla y Erick Chaves.
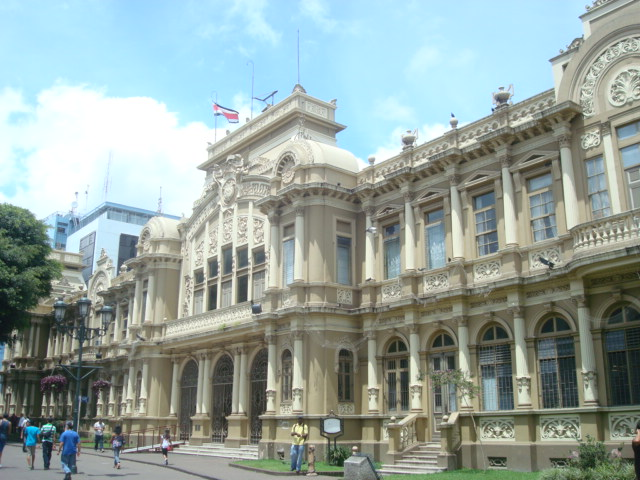
Edificio de Correos y Telégrafos de Costa Rica. Lluis Llach, 1917. De estilo neoclásico europeo, también se le calificado con cierto estilo churrigueresco.

Ejemplo son las haciendas las Delicias y la Santa Rosa ubicadas al norte de la provincia de Guanacaste, cerca del antiguo camino del arreo.
La casona de la hacienda Santa Rosa, está ubicada en el declarado parque nacional con el mismo nombre y consiste en una estructura de bahareque y madera, montada sobre un alto zócalo de cal y canto. Tanto sus corrales como la ubicación de la casa están relacionados con varios eventos históricos, entre ellos uno de los más relevantes para la historia nacional, la Campaña Nacional de 1856-1857, batalla librada para derrotar a los filibusteros del norte al mando de William Walker que pretendían instalar estados norteamericanos esclavistas en Centroamérica, esta permitió afirmar la soberanía y la identidad nacional.
El estilo caribeño tuvo su consolidación con obras en el puerto de Limón, donde se realizaron obras de saneamiento y se introdujo el lenguaje caribeño. Tanto el parque Vargas como el mercado municipal, construidos en 1895 y 1875 respectivamente, son magníficos exponentes de las obras realizadas en ese momento. Para construir el primero se desecó un pantano y se formó un relleno. El jardinero francés Andrés Bonifé sembró laureles de la India, palmeras y otras plantas del Caribe. El mercado, con estructura de hierro, fue construido por la compañía de origen extranjero Forés y Roig.
Otras obras de influencia fueron el edificio Black Star Line y la Casa Misionera y Primera Iglesia Bautista, ubicadas en el centro de Limón, dentro del estilo victoriano adaptado al clima.

## sigloXX(1.920 – 1980)

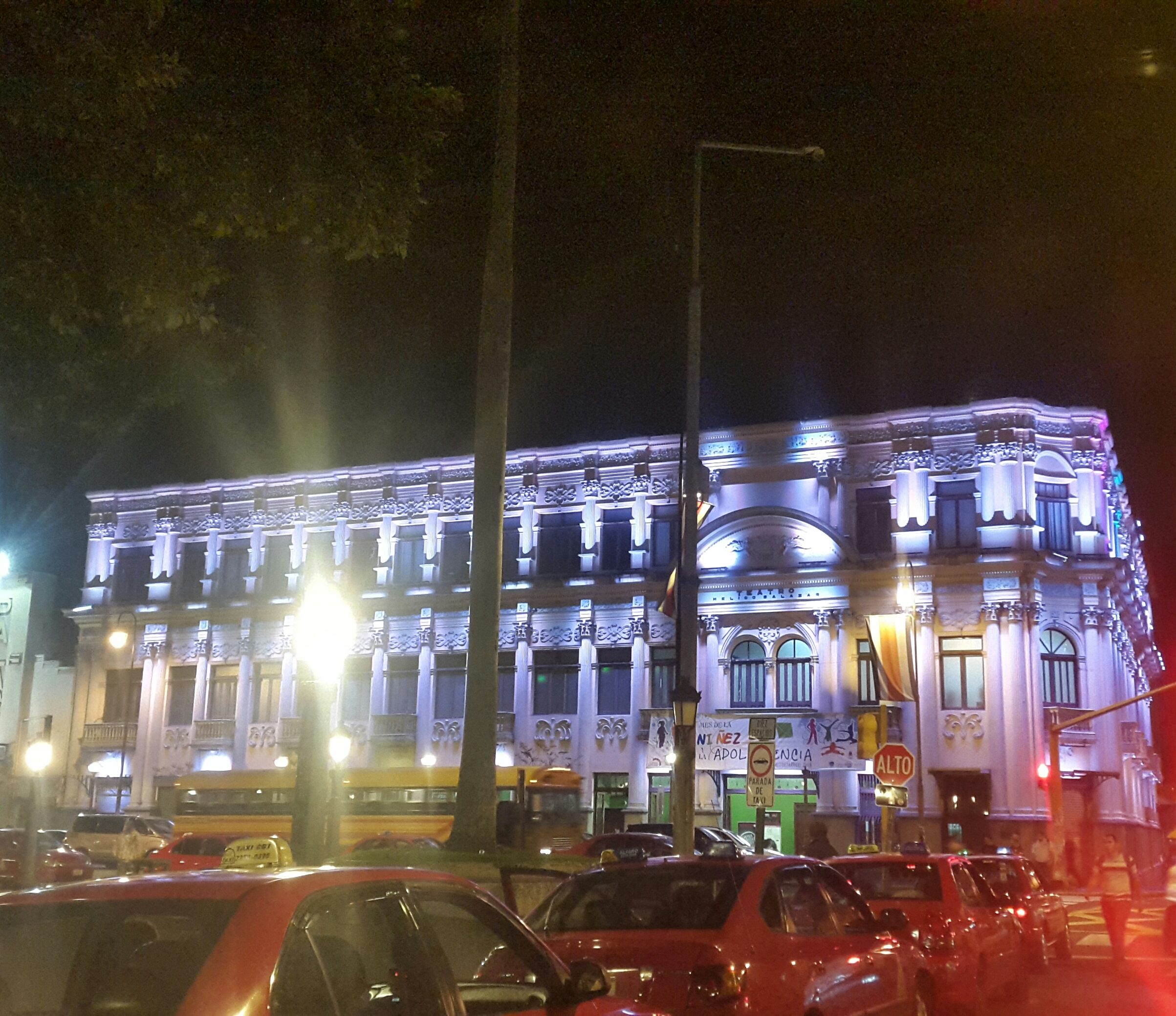
Teatro Popular Melico Salazar, 1928. Construido en concreto armado y mampostería de ladrillo. Muestra de estilo neoclásico tardío.

Un rasgo relevante es que a partir del terremoto de Cartago de 1910, todavía en la memoria el evento telúrico de 1.888, se dio preferencia a sistemas constructivos más flexibles, como el bahareque francés y las paredes de madera revestidas con lámina troquelada. En una misma estructura se puede encontrar una combinación de bahareque, calicanto y láminas troqueladas. A partir de 1920 un grupo de arquitectos formados en el exterior y pertenecientes a los círculos intelectuales, introdujo al país un nuevo lenguaje arquitectónico.
La arquitectura Caribeña-Victoriana se introduce en grandes proyectos urbanísticos en Quepos, Golfito, Palmar Sur, Coto y Laurel, a finales de los años 1930s. Más de 3000 casas se construyen siguiendo el mismo estilo y adaptadas al clima caliente y húmedo. Todas estas edificaciones son de dos pisos y con ventanas en los cuatro costados para permitir el viento cruzado, además de estar distribuidas pensando en la dirección del viento. 
El Teatro Melico Salazar, inaugurado en 1928 y diseñado por el arquitecto y dramaturgo costarricense José Fabio Garnier, el antiguo teatro Raventós en aquel momento era el teatro de mayor capacidad en Centroamérica.
Con obras que en su mayoría se conservan y han sido declaradas patrimonio arquitectónico y/o cultural destacan, José María Barrantes (Aeropuerto La Sabana hoy Museo de Arte Costarricense, Casa Presidencial actual Asamblea Legislativa, Hospital Rafael Ángel Calderón Guardia), José Francisco Salazar (Embajada de México, Estación del Ferrocarril Eléctrico al Pacífico), Paul Ehrenberg (Cine Palace, Edificio Schifter, Edificio Borges), Luis Llach (Edificio de Correos, Escuela Vitalia Madrigal, Edificio Herdocia, Basílica de Nuestra Señora de los Ángeles, Gobernación de Heredia), Teodorico Quirós (Parroquia San Isidro Labrador, Iglesia San Rafael de Escazú, Iglesia de Puriscal, Edificio Municipal de Cartago), Francisco Tenca (Casa Jiménez de la Guardia, Antigua Embajada Francesa, Liceo de Costa Rica, Edificio Steinvorth), Lesmes Jiménez (Colegio Superior de Señoritas, Antigua Aduana, Penitenciaría Central, Iglesia La Merced), Gerardo Rovira (Librería Leheman, Castillo del Moro), Víctor Lores (Gran Hotel Costa Rica), Alfredo Andreoli (Castillo Azul), quienes incursionan en lenguajes formales tan variados como el neogótico, el ecléctico, el neocolonial y el art déco.
Se construyeron asimismo casas neocoloniales, de una planta compacta, no de patio central, rodeadas de jardines, en los barrios González Lahmann, Amón, Paseo Colón y Escalante. Los movimientos locales se vieron a la vez estimulados por el vanguardismo europeo del art déco, cuya influencia puede notarse en cines como el Líbano e Ideal. 

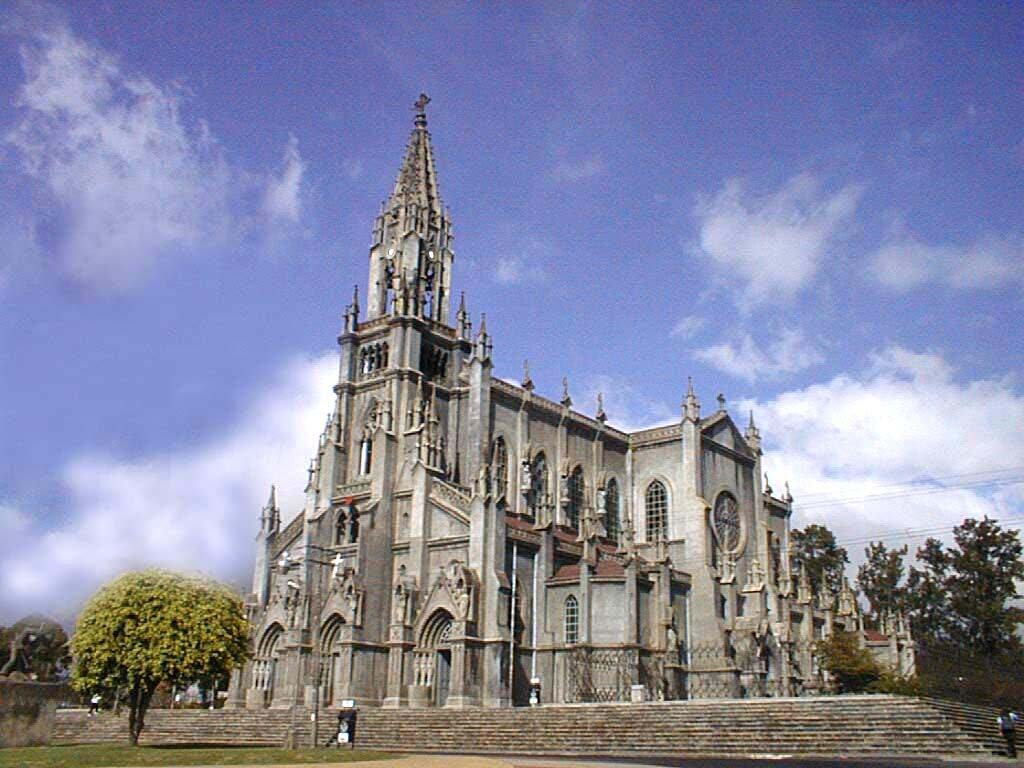
Parroquia San Isidro Labrador, por Teodorico Quirós. Estilo neogótico.

Artesanos y constructores locales acriollaron los lenguajes histórico-arquitectónicos. El resultado de esta simbiosis fueron los templos de Sarchí y Zarcero, en los que se colocaron frontones, torres y decoraciones vernáculas de una manera totalmente libre. Esta tradición fue adoptada por otros frentes de colonización. Entre 1920 y 1950, la arquitectura reflejó un enfrentamiento entre los lenguajes académicos y los antiacadémicos. 
Nuevas formas constructivas reflejaban los cambios que vivía la sociedad en el tiempo de entreguerras, formas que se evidenciaban tanto en la arquitectura estatal y civil, como en la laica, la religiosa, la comercial y la habitacional.
En la segunda mitad del siglo XX, las tendencias de diseño se dirigieron primero al estilo moderno internacional, después de haber experimentado con el concreto y con materiales naturales locales, lo mismo que con materiales fabricados en el país y finalmente, se orientaron al manejo de una pluralidad de estilos descontextualizados.
A partir de 1948, el Estado acentuó su carácter protector y desarrollador por medio de las instituciones autónomas y amplió su presencia en el ámbito de los servicios, salud, banca, seguros y en el campo educativo, fortaleció la producción y fomentó el desarrollo industrial. Una nueva clase empresarial, surgida al amparo del modelo socialdemócrata, tomó la dirección del Estado y elevó notoriamente la calidad de vida, incidiendo en la cantidad y tipo de obras públicas y privadas.

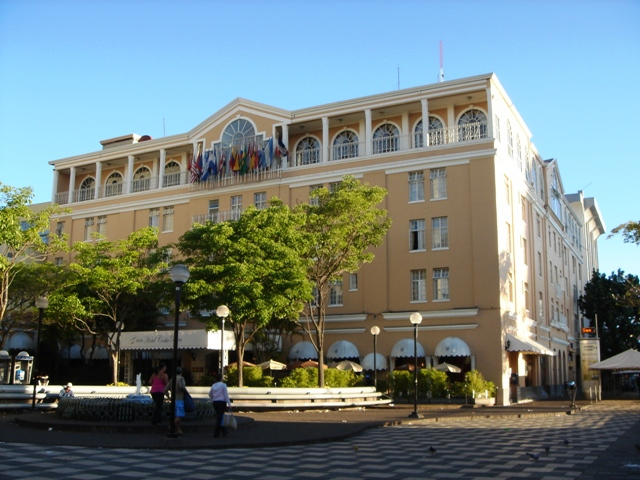
Gran Hotel Costa Rica, arquitectura racionalista.

Las nuevas edificaciones utilizaron un lenguaje racional e internacional del movimiento moderno de la arquitectura y se convirtieron en emblemas del nuevo modelo de Estado. 
Desde el punto de vista formal, los edificios eran volúmenes de marcada horizontalidad o verticalidad y estaban compuestos por planos integrados al medio urbano en sus primeros niveles, mediante diversos recursos formales: rampas, plataformas, volúmenes retraídos, losas en voladizo y superficies opacas o transparentes. 
Un ejemplo representativo es el edificio de las oficinas centrales de la Caja Costarricense de Seguro Social, de los arquitectos Rafael Sotela Pacheco y Carlos Vinocour Granados, construido entre 1962 y 1966. Se trata de un volumen horizontal integrado al espacio urbano y una torre con un volumen saliente destinado a la sala directiva de la institución. 
En general, los nuevos edificios fueron construidos con concreto armado, los sistemas de construcción con marcos rígidos o con columnas de concreto armado alternadas con muros de carga y sus entrepisos estaban compuestos por losas de concreto o por vigas pretensadas o postensadas. La estructura se complementaba con núcleos rígidos (para escaleras, ascensores y ductos) y con muros de cierre de mampostería de ladrillo. Algunos acabados, enchapes de mármol, pisos, cielos, marcos de aluminio y vidrios polarizados fueron traídos del exterior.
Otro ejemplo de edificio de influencia historicista es el Edificio Solera en San José, barrio la California que fuera remodelado con éxito por Jaime Rouillon, entre 2000-2002.
También el Banco Central de Costa Rica, cobra importancia por su emblemática función y ubicación, ubicado en San José, avenidas Central y 1ª y calles 2ª y 4ª. Diseñado por Jorge Escalante Van Patten entre 1959-1963. El sitio que ocupa el edificio del Banco Central es parte del nodo originario de la villita de San José. El cuadrante que ocupa, fue la incipiente plaza de la primera ermita de la villa (1738) –ubicada al este calle dos, entre avenidas Central y 1ª. En 1776, al trasladarse la ermita principal al sitio que ocupa hoy la Catedral, este cuadrante se convirtió en un segundo nodo secular y religioso de la villa. Se levantó, entonces, una segunda ermita dedicada a Nuestra Señora de las Mercedes, esta vez ubicada frente a la calle 4ª, entre avenidas Central y 1ª, y el edificio de la factoría de tabacos (1784). A mediados del siglo XIX se agregaron nuevas edificaciones: el Congreso, llamado también Palacio Nacional (1850), y el cuartel y plaza de la Artillería (1870).

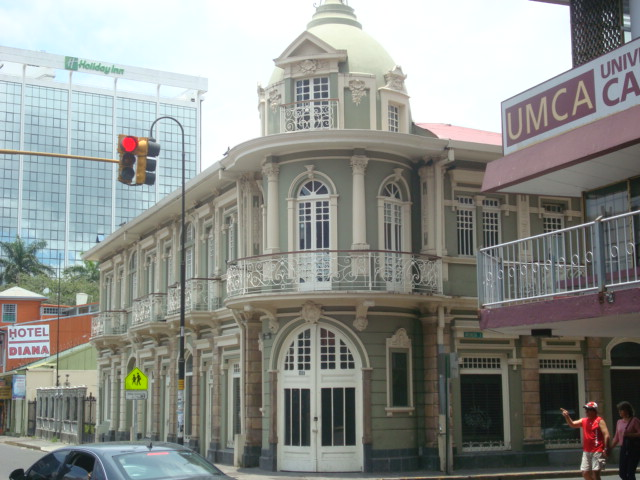
Edificio Maroy, arquitectura neoclásica, 1923. Restaurada por la Oficina de Patrimonio Arquitectónico del Ministerio de Culturaen el 2011.
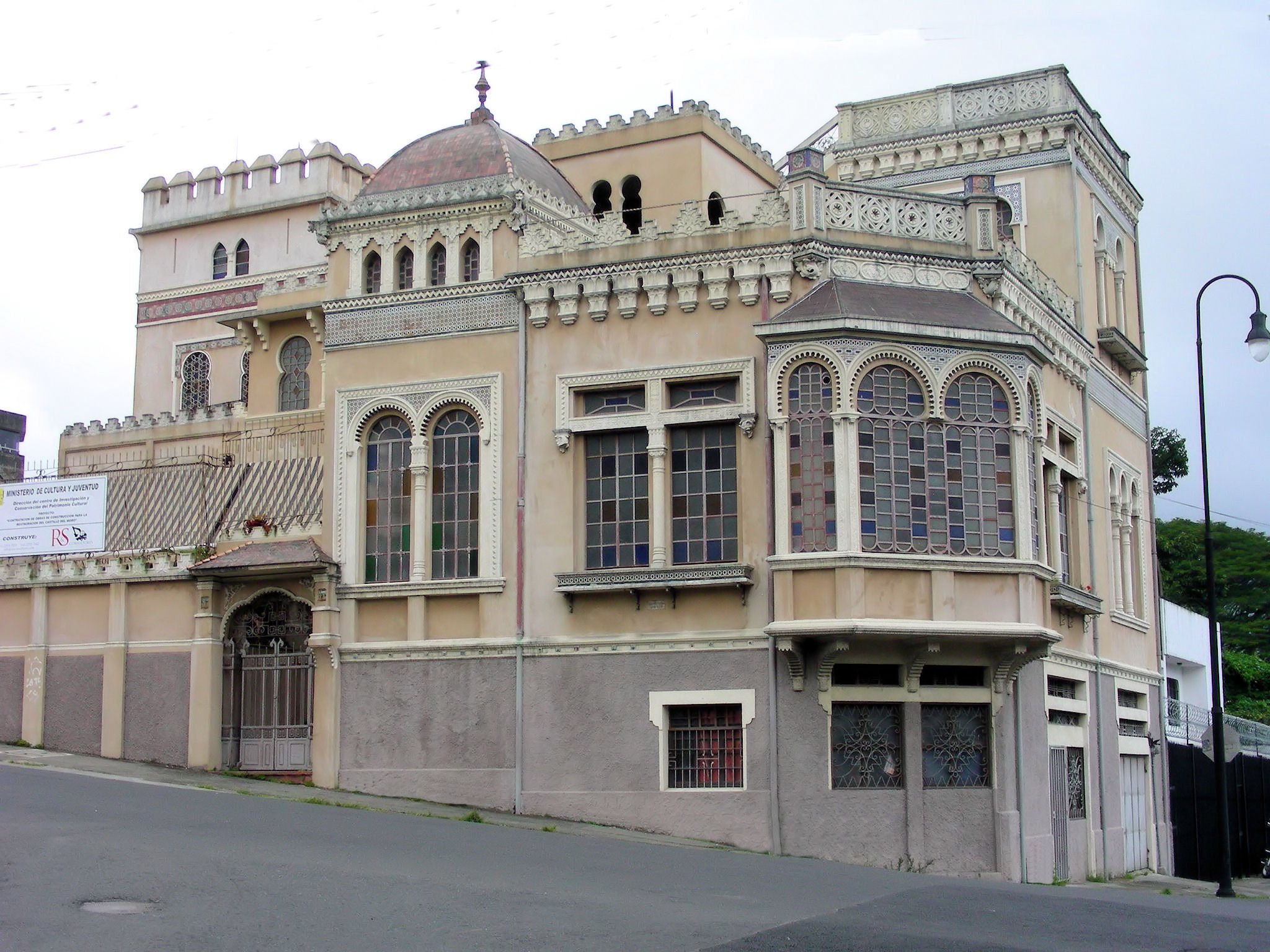
Castillo del Moro, por Gerardo Rovira, arquitectura neomudéjar, 1930.
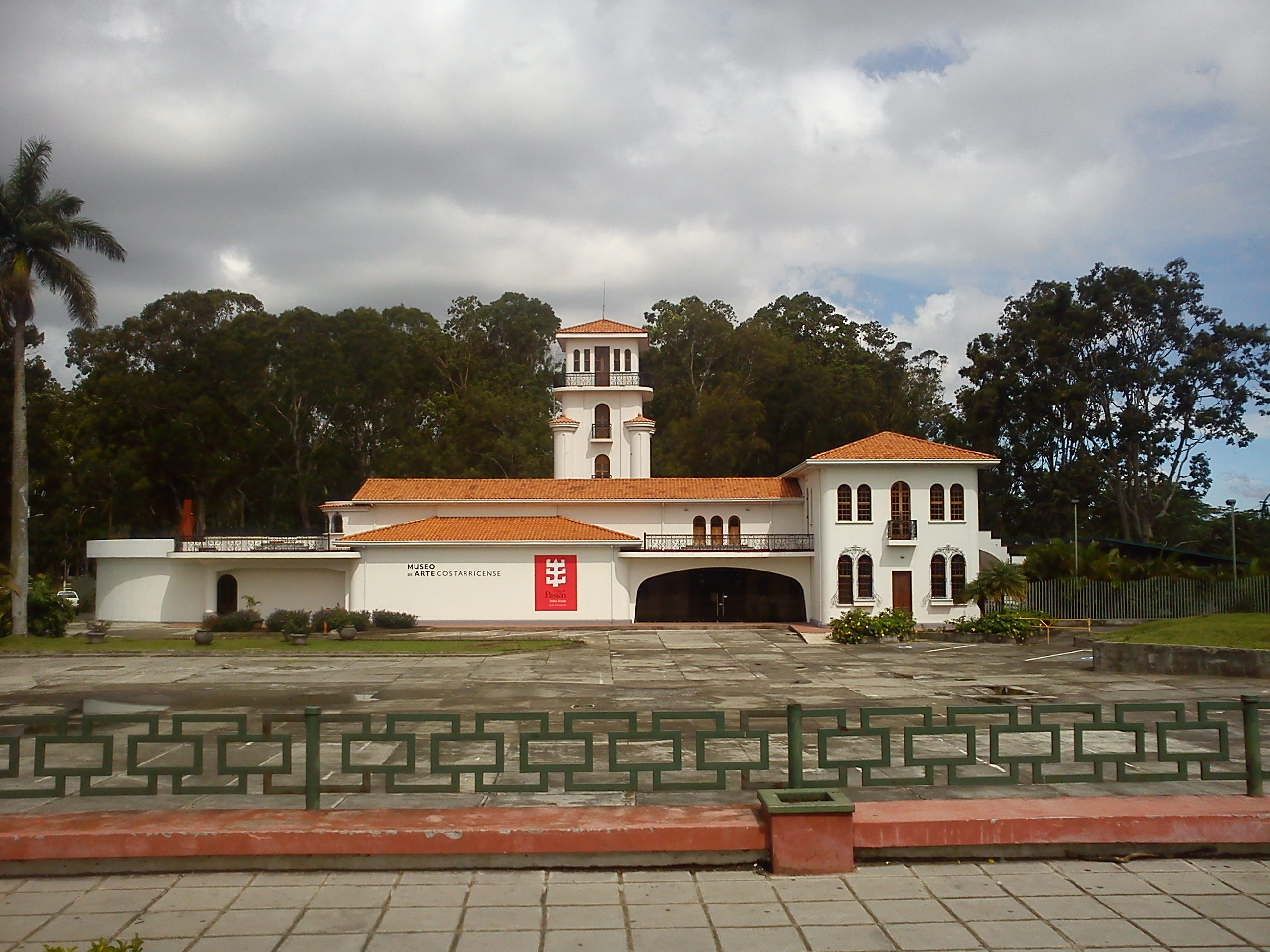
Antiguo Aeropuerto La Sabana, ahora Museo de Arte Costarricense. Obra de José María Barrantes (1940). Remodelada como museo por Edgar Brenes (1979).

Dentro de los criterios de sostenibilidad y los procesos de recuperación urbana, el Edificio del Banco Central, también fue otro caso exitoso de remodelación, a cargo de Ibo Bonilla entre el 2000-2003, quien también recuperó el Edificio del Banco Internacional, que hoy ocupa Recope, diseñado originalmente por Humberto Malavassi y Roberto Hall en 1982.
A finales de la década de 1960 y durante la de 1970, un grupo de nuevos arquitectos estudiados en el exterior experimentó con el uso de materiales al natural y logró combinaciones de materiales y de formas que dieron como resultado el desarrollo de un lenguaje local para la arquitectura residencial. La otra tendencia aprovechó las ventajas plásticas y estéticas del hormigón, para crear una arquitectura escultórica, monumental, de carácter expresionista y de riqueza espacial, entre las que destacan:
- Catedral de San Isidro Labrador, San Isidro, Pérez Zeledón de Jorge Escalante Van Patten, 1960
- Caja Costarricense de Seguro Social, San José, avenida 2ª, calles 5ª y 7ª. Autores: Rafael Sotela, Carlos Vinocour Granados,1966.
- Biblioteca Nacional, San José, parque Nacional. Autores: Jorge Borbón, Carlos Ávila, 1969-1971.
- Instituto Nacional de Seguros, San José, avenida 7ª, parque España. Autores: Rafael Esquivel, Roberto Villalobos, 1970-1974
- Iglesia Nuestra Señora de Fátima, San Pedro, Montes de Oca, Barrio los Yoses, 1969, y Oficinas de CCSS, San José, avenida 2ª, calles 5ª y 7ª. Autor: Alberto Linner Díaz, 1974-1976.
- Banco Nacional de Costa Rica, San José, avenidas 1ª y 3ª, calle 4ª. Autores: Guillermo Madriz de Mezerville, Rafael Sotela Pacheco, 1964.
- Tribunales de Justicia, San José, Barrio González Lahmann. Autores: Eugenio Gordienko y Hernán Arguedas,1966, cuya Plaza fue intervenida en el 2007 por el escultor-arquitecto Ibo Bonilla para crear la escultura más grande del país.[11]
- Edificio Numar, San José, avenida 5ª, calle 1ª. Autores: Álvaro Morales, Edgar Vargas, 1970.
- Ciudad Universitaria Rodrigo Facio, San Pedro, Montes de Oca. Autores: Jorge Emilio Padilla, Edgar Vargas, Santiago Crespo, Edgar Brenes. 1950-1953, 1957-1966, 1979.

## Periodo contemporáneo (Desde 1980)
A partir de 1972 abrió la Escuela de Arquitectura de la Universidad de Costa Rica, primera en el país, con la visión de crear una arquitectura responsable con el entorno, liderada por los arquitectos Rafael Ángel García, Jorge Bertheau y Edgar Brenes. El primer arquitecto graduado fue Ibo Bonilla en 1977, y con él se integraron al medio nacional nuevas generaciones de profesionales que se caracterizaron por mantener una actitud de diseño experimental, interesados en contribuir con la resolución de los problemas nacionales. Antes de finalizar el siglo, otras universidades públicas y privadas habían abierto la carrera de arquitectura.
Alrededor de 1980 la industria turística del país recibió un nuevo impulso, favorecida por los procesos de paz de la región, la sensibilización del turismo internacional hacia los recursos naturales y la biodiversidad, y por la promoción de las políticas de conservación de áreas silvestres y de parques nacionales dictadas por el Estado en la década anterior.
Proliferaron pequeñas y medianas empresas en manos de inversionistas nacionales y extranjeros, quienes estimularon la arquitectura ecológica representada por conjuntos de edificios construidos con materiales perecederos e integrados a la naturaleza. Esta ha sido una vertiente de exploración arquitectónica que se ha ido consolidando con la aplicación de criterios de bioclimatismo, construcción verde y sustentabilidad, practicados por arquitectos como Bruno Stagno e Ibo Bonilla, cuyas propuestas han tenido incidencia incluso internacional.
Paralelamente participaron los grandes consorcios con franquicia, que hacen construcciones hoteleras o de condominios alrededor de campos de golf, jardines exóticos con edificios con estilos descontextualizados como el mexicano y californiano colonial considerando la demanda inmobiliaria y no las exigencias ambientales de sostenibilidad.
También se están edificando obras inspiradas en la arquitectura local de carácter vernáculo y bioclimático, así como proyectos orientados a rescatar construcciones de calidad que se han ido deteriorando, poner en valor el patrimonio arquitectónico aportándoles nuevas tecnologías para adaptarlos a nuevos usos y proyectos que se adaptan a la topografía y cobertura boscosa minimizando el impacto y respetando el medio ambiente e integrándose a él.
Para el año 2014 se muestran nuevas tendencias buscando superar el expresionismo tecnológico y comercial, orientándose a proveer soluciones acordes a una respuesta constructiva para la nueva percepción del espacio y sus relaciones derivada de las aplicaciones prácticas  y cotidianas de la física cuántica, caracterizadas por la disponibilidad de información total e instantánea en un contexto de simultaneidad, superposición escénica e indefinición de ubicuidad, lo cual obliga al ejercicio de enfocar las referencias para cada acción, como es el caso de las Oficinas Telecom diseñadas por Ibo Bonilla con una fuerte orientación a la arquitectura cuántica.
Ejemplos de obras del periodo contemporáneo con impacto en la imagen y quehacer arquitectónicos del país:

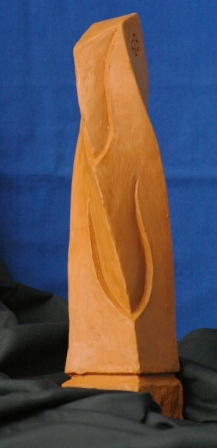
Obelisco FI: estatuilla que se otorga a los ganadores del Premio Nacional de Arquitectura de Costa Rica, cada dos años

- Plaza de la Cultura y museos del Banco Central, San José, avenida 2ª, calles 3ª y 5ª. Autores: Jorge Bertheau, Jorge Borbón y Edgar Vargas,1975 – 1983. Remodelación en 1998 del Museo del Oro y la Plaza a cargo de Ibo Bonilla.
- Instituto Costarricense de Electricidad (ICE), San José, parque metropolitano La Sabana. Autor: Rafael Sotela Pacheco, 1969-1972.
- Colegio Federado de Ingenieros y de Arquitectos, Curridabat, San Pedro, Curridabat. Autor: Hernán Jiménez Fonseca, 1976.
- Edificio OMNI, San José, avenida 1ª, calles 3ª y 5ª. Autor: Álvaro Rojas, 1982
- Ministerio de Trabajo y Seguridad Social. Barrio Tournon. Autores: Franz Beer y Jafet Segura, 1988-1991.
- Universidad Latinoamericana de Ciencia y Tecnología, Barrio Tournon. Arquitectura bioclimática. Autor: Ibo Bonilla, 1996.
- Sala Garbo y Teatro Laurence Olivier, San José, avenida 2ª y calle 28ª. Autor: Rolando Barahona, 1980-1990.
- Templo Votivo Corazón de Jesús, Barrio Francisco Peralta. Autores: Raúl Godard, Adrián Guzmán y Miguel Fernández, 1977
- Universidad de Costa Rica, Guanacaste, Liberia, carretera a Santa Cruz. Autor: Napoleón Villegas, 1980
- Contraloría General de la República, San José, ruta 167 y calle del Golf, Sabana Sur. Autor: Raúl Goddard, 1982-1989
- Hotel Sí Cómo No, Quepos, Puntarenas. Autores: Jaime Rouillon, Isidro Ramírez, Álvaro Flores, Hernando Sotomayor, 1995
- Centro Creativo y Instituto de Idiomas Ilisa, San Pedro, Montes de Oca. Autores: Víctor Cañas, Rolando Barahona, Roberto Sánchez, 1996, 1997 y 1998
- INBioparque, Santo Domingo, Autores: Roberto Villalobos, Karol Ortega Borloz, Carlos Lizano Picado, Oscar Fallas, Eduardo Fait, 1998 – 2000.
- Aeropuerto Internacional Juan Santamaría, Alajuela. Autor: Javier Rojas, 2000.
- Estación de Bomberos de San Antonio de Belén, Edificio del Área de Conservación La Amistad Pacífico MINAE, Pérez Zeledón y Centro de Operaciones de Guardaparques del Parque Nacional Manuel Antonio, Quepos. Arquitectura bioclimática. Autor: Ibo Bonilla, 2009 – 2011.
- Agencias BAC San José, Guachipelín, Escazú, Rotonda de la Bandera. Edificio Pérgola, Edificio BTC, Edificio Holcim. Edificio Nunciatura. Arquitectura bioclimática. Autor: Bruno Stagno, 1997 - 2011.
- Hospital San Vicente de Paúl, Heredia. Autores: Roberto Vargas, Andrea Vargas, Jorge Abarca, 2007 - 2011

En los últimos años el enfoque de la arquitectura ha cambiado en el valle central, pues al estar ya muy llena de construcciones la urbe, torres o grandes desarrollos han ido sustituyendo construcciones menores como casas y edificios pequeños.  Esto se ha hecho de forma desordenada (con pocas o sin regulaciones), contraponiendo grandes edificios contra viviendas de un nivel, generando grandes sombras sobre parques pequeños y creando túneles de viento. De acuerdo con la arquitecta Melissa Rudin, esto ha roto el tejido urbano. Como consecuencia del mismo crecimiento urbano descontrolado, ha aumentado la oferta de apartamentos de pequeño tamaño que no cubre las necesidades de la población costarricense.
La vivienda sigue siendo en Costa Rica la obra arquitectónica por excelencia, donde los arquitectos muestran su pericia en la obra más sensible por cercana y personal. Como respuesta a ciudades ya construidas, las remodelaciones sobre espacios existentes y las intervenciones de interiorismo han tomado gran importancia. Segundas o terceras generaciones están heredando construcciones que deben modificar para necesidades contemporáneas, por lo que este tipo de abordaje ahora se equipara en importancia y en calidad de obra artística a una construcción desde cero.
Dada la tradición y disponibilidad profesional, en Costa Rica cualquier usuario, por pequeño que sea su presupuesto, puede disponer de los servicios de un arquitecto para tener una vivienda singular, que las revistas especializadas publican usualmente, siendo reiterada la presencia de arquitectos como: Víctor Cañas, Juan Robles, Ibo Bonilla, Rolando Barahona, Melissa Rudin, Pietro Stagno, Abel Salazar, entre otros.
Como reconocimiento a la trayectoria destacada en su contribución a la arquitectura costarricense, en octubre del 2007, el Colegio de Arquitectos de Costa Rica, instituyó el galardón "Premio Nacional de Arquitectura José Ma. Barrantes", representado por la estatuilla de bronce denominada "Obelisco FI", diseñada por el escultor y arquitecto Ibo Bonilla, y que se entrega cada dos años en una magna ceremonia.
En un punto coinciden los estudiosos de la historia de la arquitectura de Costa Rica: el apreciado pero exigente clima tropical ha logrado que a través de los siglos, los estilos de diseño transnacionales han tenido que adaptarse al bioclimatismo local, porque si el arquitecto no lo prevé, el usuario lo hará de la mano de un operario. Y esto le ha dado a la arquitectura costarricense un hilo conductor dentro de tantas corrientes invitadas a través del tiempo.

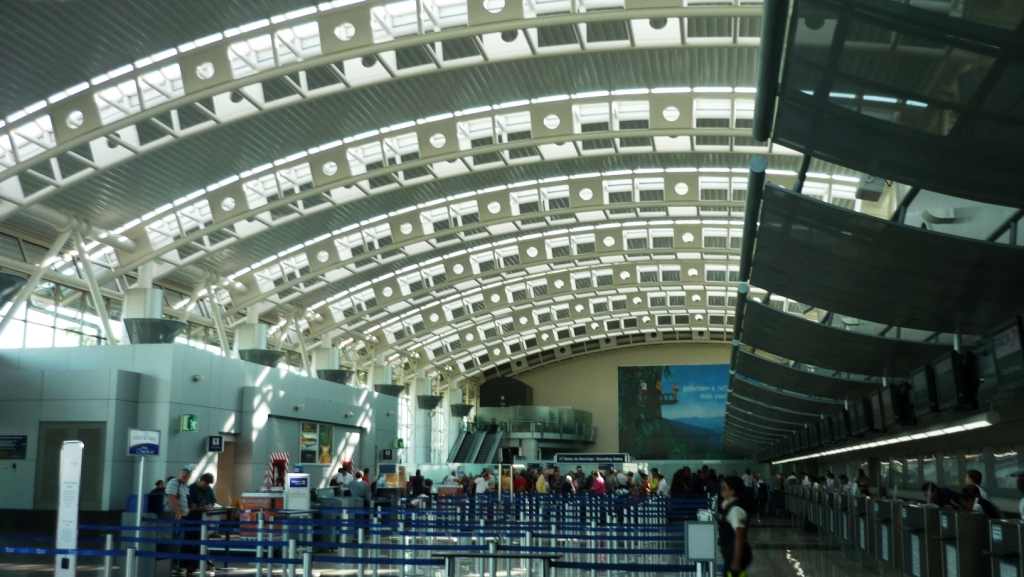
Vista interna del Aeropuerto Internacional Juan Santamaría, Alajuela, Javier Rojas, 2000.
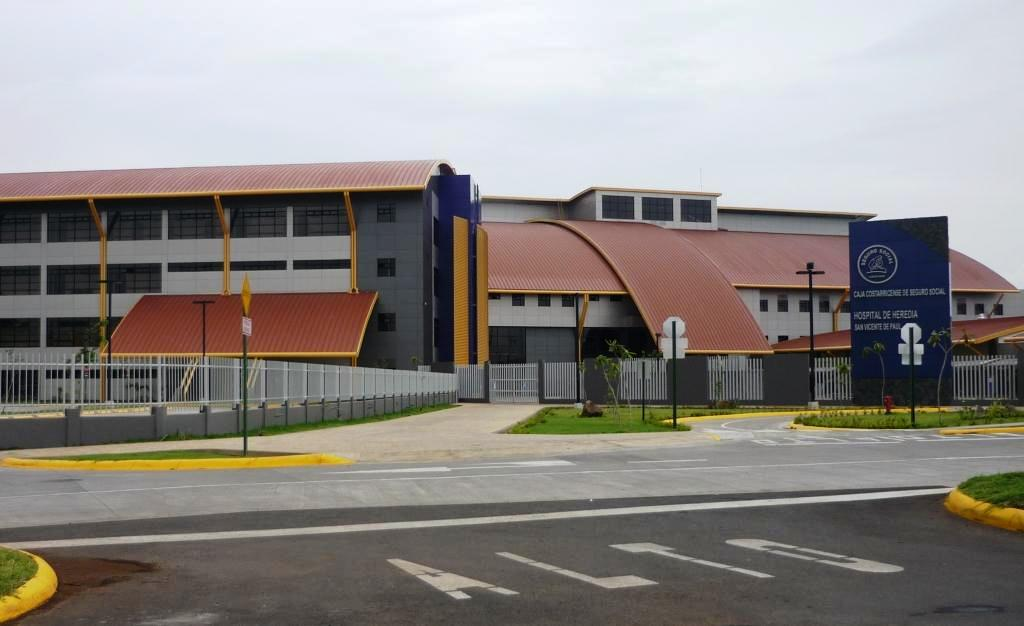
Hospital San Vicente de Paul, Heredia, Oficina de arquitectura de la CCSS, 2012.